# Wladimir Woytinsky

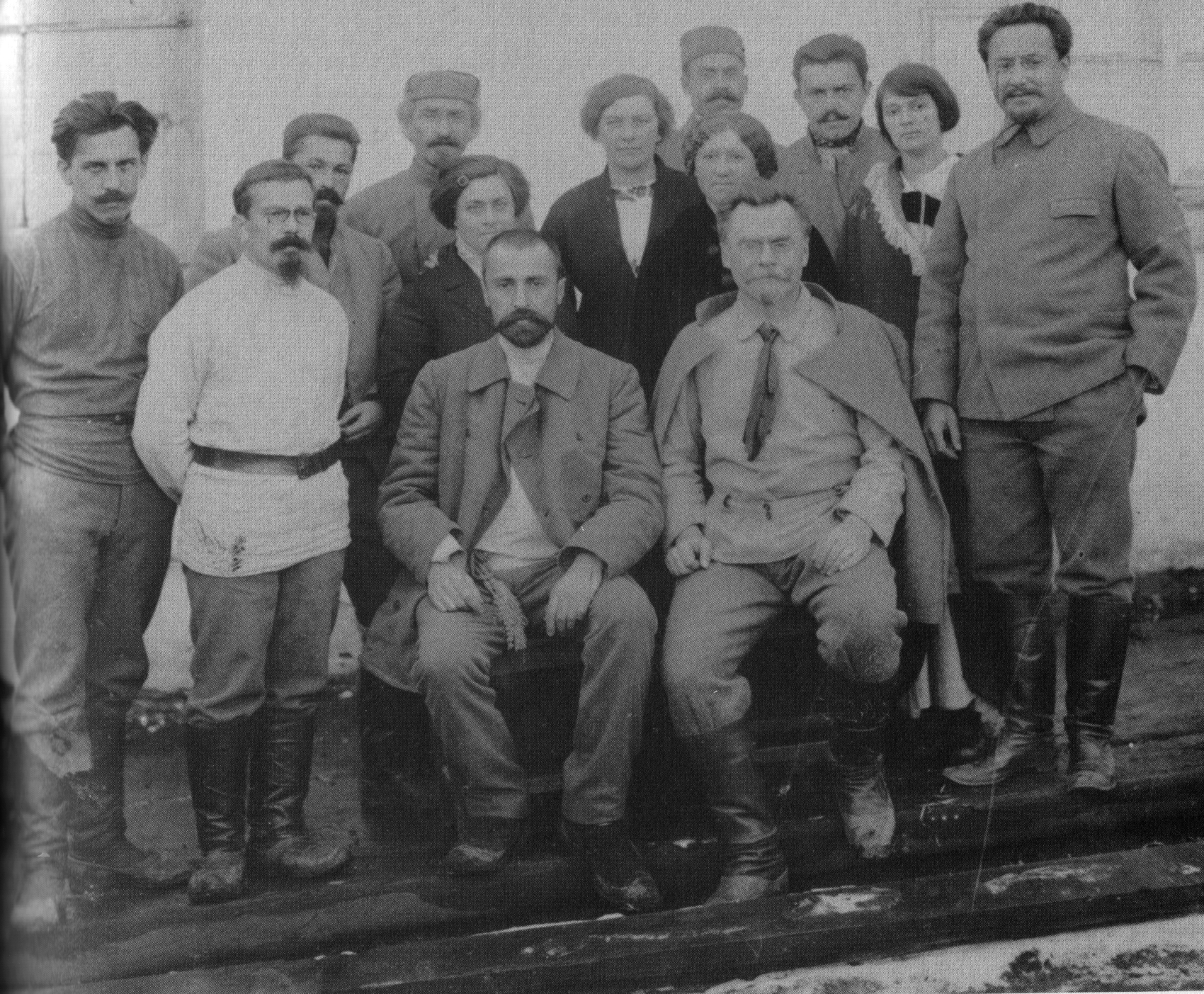
Woytinsky in Irkutsk 1914/15 (links auf dem Stuhl)

Wladimir Woytinsky (russisch Владимир Савельевич Войтинский, Wladimir Saweljewitsch Woitinski; geboren 12. November 1885 in Sankt Petersburg, Russisches Kaiserreich; gestorben 11. Juni 1960 in New York City, Vereinigte Staaten) war ein Wirtschaftsstatistiker und Wirtschaftspolitiker, der als Leiter der statistischen Abteilung des ADGB in der Weltwirtschaftskrise ein expansives Wirtschaftsprogramm, den WTB-Plan anregte.

## Leben
Der Sohn eines jüdischen Mathematikprofessors trat während der russischen Revolution von 1905 dem bolschewikischen Flügel der SDAPR bei und trat als Vorsitzender des Petersburger Studentenrates hervor. Infolge seiner Aktivitäten wurde er 1908 nach Sibirien deportiert, wo er bis 1912 blieb. Nach der Februarrevolution von 1917 entfernte er sich von den Bolschewiki und schloss sich den Menschewiki, dem reformorientierten Teil der russischen Sozialdemokratie, an. Daher geriet er in Konflikt mit der infolge der Oktoberrevolution entstandenen Diktatur der Partei der Bolschewiki. Zunächst von seinen ehemaligen Genossen inhaftiert, konnte Woytinsky im Jahr 1918 nach Georgien ausreisen, wo er sich für die sozialdemokratische Regierung engagierte.
1922, nach der Niederschlagung der Demokratischen Republik Georgien durch die Bolschewiki, kam Woytinsky nach Deutschland, wo er ab 1929 Leiter der statistischen Abteilung des ADGB wurde. Als solcher regte er als Hauptverfasser des im April 1932 vom ADGB formell beschlossenen WTB - Planes eine expansive Wirtschaftspolitik in der Krise an, begegnete aber der Skepsis der in der gemäßigten Linken damals vorherrschenden Strömung, die mehr zur finanzpolitischen Orthodoxie neigte. 1933–35 war Woytinsky bei der International Labour Organisation (ILO) in Genf tätig, 1935 emigrierte er als Anhänger des New Deal in die USA. Dort erschien auch nach seinem Tod (1961) Woytinskys Autobiographie „Stormy Passage“.